# Інформаційне наповнення сайту
Інформаці́йне напо́внення са́йту (англ. content, вміст)  — це інформація чи досвід, який направлений на кінцевих користувачів чи аудиторію, яку розробник складає самостійно або копіює з дотриманням чинного законодавства.

## Поняття вмісту
Весь контент охороняється законом про авторське право, оскільки він є продуктом інтелектуальної праці і має своїх авторів, власників. Окрім якості контенту одним із важливих критеріїв є його доступність. Особливо важливою для користувача є актуальність контенту, його значущість на даний час, достовірність наданої інформації, а також відповідність контенту поставленим цілям.[джерело?]
Унікальний контент (ексклюзивний контент) — це інформація, яка не має аналогів на ресурсах схожої тематики або розміщена на вебсайті з дозволу правовласника. Така інформація є результатом інтелектуальної праці та охороняється законом про авторське право. Найчастіше цей термін застосовують до текстового наповнення сайтів (текстовий контент).
Унікальні статті, що написані для конкретного ресурсу, розміщуються на ньому і є першоджерелом контенту. Будь-який їх передрук допустимий лише з дозволу законного власника і за його умовами.
Грамотне, якісно виконане, і цікаве наповнення сайту здатне значно допомогти компанії і її сайту — підвищити відвідуваність, популярність, прибуток.

### Рерайт статей (ReWrite)
Одним із способів отримати контент для сайту — рерайт готових статей. Рерайт — це перерозподіл домінанти тексту, зміна форми без зміни сенсу, так і розбавлення контенту необхідними ключовими фразами, за якими розробник представляє сайт. При рерайті,як і при копіпасті, постає питання законності та етики. Щоб не переступати межі етики, слід обов'язково посилатися на джерело цих ідей.

## Правила і поради щодо якості контенту
- Текст повинен бути написаний цікаво, привертати увагу і затримувати відвідувача.
- У тексті не повинно бути орфографічних помилок, друкарських недоречностей, використання різних елементів у межах одного тексту (наприклад, різних термінів для одного і того ж поняття: контент і вміст), це може заплутати читача.
- Текст повинен бути унікальним для пошукових систем. Брати чужий текст і ставити на свій сайт, змінивши лише назву компанії, неправильно. За це ваш сайт може бути вилучено з баз пошукових систем.
- Текст необхідно оптимізувати під пошукові системи — додати (органічно вписати) достатньо багато ключових слів і виразів.
- Текст повинен бути «читабельним» для відвідувачів сайту. Часто власники сайту так прагнуть оптимізувати текст, що жоден відвідувач не може прочитати більш, ніж одне речення. Не захоплюйтеся.
- Текст повинен виконувати задану для нього мету: інформувати, коли потрібно інформувати, переконувати, коли потрібно переконувати, продавати, коли потрібно продавати.
- Текст необхідно зручно розміщувати на сторінці, щоб відвідувач не плутався у великому масиві тексту без єдиного виділеного рядка і не шукав довго те зображення, яке описується в тексті.